# Hans Heikne
Hans Heikne, född 19 juli 1947, är svensk matematiklärare, läromedelsförfattare och föreläsare.
Heikne var matematiklärare på Hagagymnasiet i Norrköping och läromedelsförfattare på bokförlaget Natur & Kultur. Som föreläsare och medförfattare till den spridda läromedelsserien Matematik 5000 har Heikne haft påverkan på gymnasiematematiken genom bland annat sitt engagemang för laborativ matematik.
Han har föreläst på Matematikbiennalen ett flertal gånger om att lära sig matematik genom laborationer. Han deltog också i På tal om matte på UR år 2004, där temat var laborativ skolmatematik. Heikne var med i en av arbetsgrupperna för Matematikdelegationen, SOU 2004:97, vars syfte var att lyfta matematikundervisningen i Sverige.
Heikne skrev tillsammans med olika konstellationer av medförfattare, oftast Lena Alfredsson, Kajsa Bråting och Patrick Erixon, ett antal varianter av Matematik 5000 för olika program och kurser inom gymnasiet, däribland varianten NOKflex år 2017 på Natur & Kultur. Detta är en digitaliserad version av serien där materialet utökats och anpassats för omvänt klassrum-pedagogik, vilket innebär att eleverna ska aktivera och förbereda sig mer utanför klassrummet.